# Narodno kazalište u Varšavi
Narodno kazalište u Varšavi (polj. Teatr Narodowy) je najstarije i najznačajnije kazalište u Poljskoj. Utemeljio ga je poljski kralj Stanislav II. August Poniatowski 1765. Kazalište djeluje u sklopu kompleksa Velikog kazališta na Kazališnom trgu. Kazalište je tijekom povijesti mijenjalo matične zgrade, od operne kuće »Operalnia« u Saskom vrtu i Predsjedničke palače do današnjeg zdanja u sklopu Velikog kazališta.

## Vanjske poveznice
- Službene stranice